# Поляна (област Ямбол)
 За другите български села с това име вижте Поляна.  
Поляна е село в Югоизточна България. То се намира в община Стралджа, област Ямбол.

## География
Разположено е в Югоизточния регион, на разстояние до столицата: 290.081 km от София. Площта на селото е 43.464km2 (НСИ). Население на село Поляна е 186 жители (по настоящ адрес към 15/12/2020 – ГРАО).

## История
Старото име на селото е Бургуджикьой.

## Културни и природни забележителности
В близост до селото се намират Бакаджиците с много обширна растителност и различен дивеч.

## Други
За селото е характерно голямо иэкупуване на селските къщи от англичани, тъй като се намира в района между Странджа и Сакар и това предоставя развитието на селски и друг вид туризъм.